# 拉伯山
47°35′8″N 11°6′5″E / 47.58556°N 11.10139°E

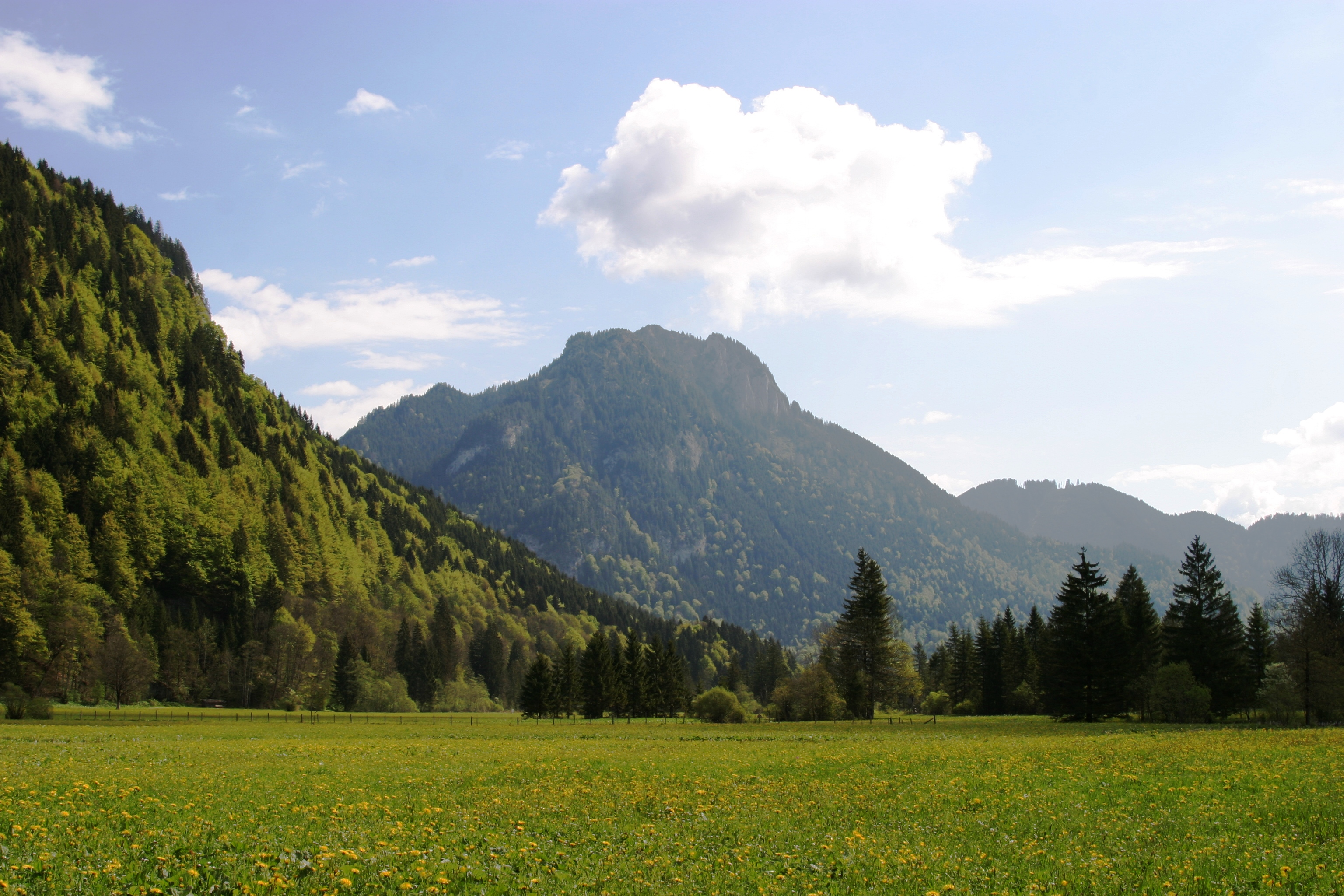

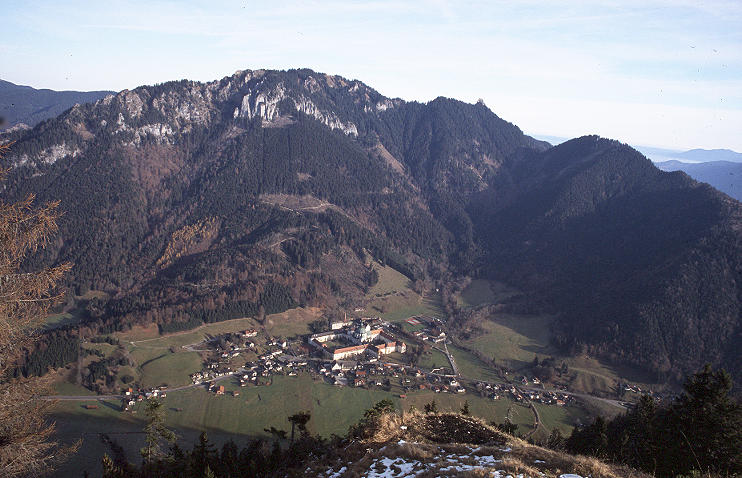

拉伯山（德語：Laber），是德國的山峰，位於該國東南部，由巴伐利亞負責管轄，屬於阿爾高阿爾卑斯山脈的一部分，距離諾特卡峰3.9公里，海拔高度1,686米。